# Phytocoris angusticollis
Phytocoris angusticollis är en insektsart som beskrevs av Knight 1925. Phytocoris angusticollis ingår i släktet Phytocoris och familjen ängsskinnbaggar. Inga underarter finns listade i Catalogue of Life.